# 蒲场镇
蒲场镇，是中华人民共和国贵州省遵义市绥阳县下辖的一个乡镇级行政单位。

## 行政区划
蒲场镇下辖以下地区：
蒲场社区、宜安社区、蒲场村、儒溪村、大溪村、大桥村、新场村、七九村和高坊子村。